# Johan Erik Stenberg
Johan Erik Stenberg, född 3 augusti 1845 i Annefors, Bollnäs socken, död 12 januari 1923 i Nacka församling, var en svensk arkitekt.

Stenberg studerade vid Konstakademien under den tid då denna förestods av Fredrik Wilhelm Scholander och Johan Christoffer Boklund och var därefter verksam som arkitekt i Stockholm. År 1886 var han under en tid bosatt i Uleåborg. Han ritade bland annat teatrarna i Söderhamn, Björneborg och Sundsvall. I Finland uppgjorde han även ritningarna till två stora fattigvårdskomplex i Björneborg och Åbo. Han ligger begravd på Nacka norra kyrkogård.

## Några verk
- Flickläroverket, Söderhamn (1879)
- Söderhamns teater, Söderhamn (1880)
- Ramlösa brunnshotell, (1880)
- Björneborgs Teater, Björneborg (1884)[7][8]
- Stadshuset, Uleåborg (1885)
- Ainola bibliotek och museum, Uleåborg (1888, nedbrunnet 1929)
- Björneborgs stadssjukhus, Björneborg (1893)[9]
- Sundsvalls teater, Sundsvall (1894)

## Bilder

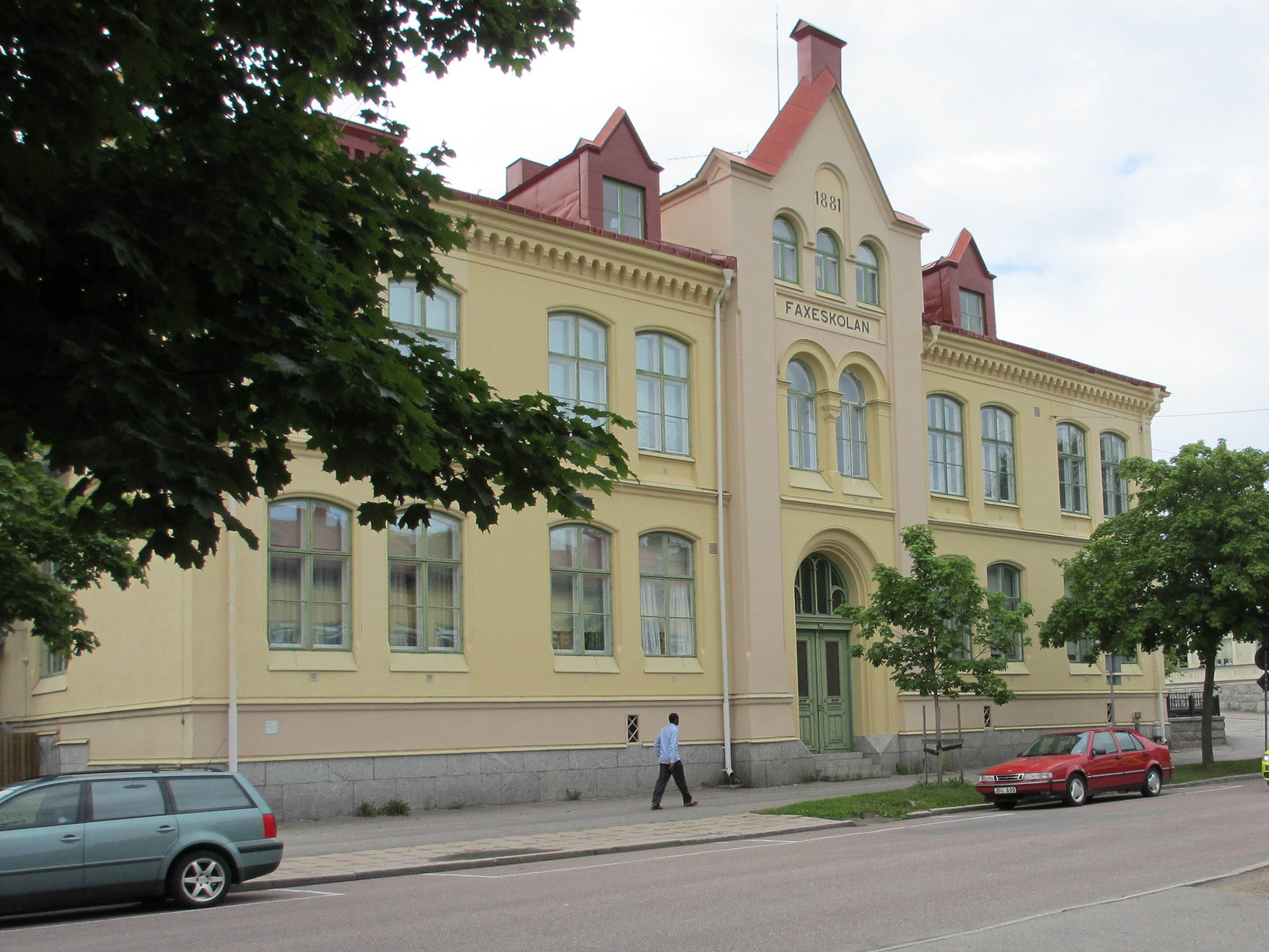
Flickläroverket i Söderhamn
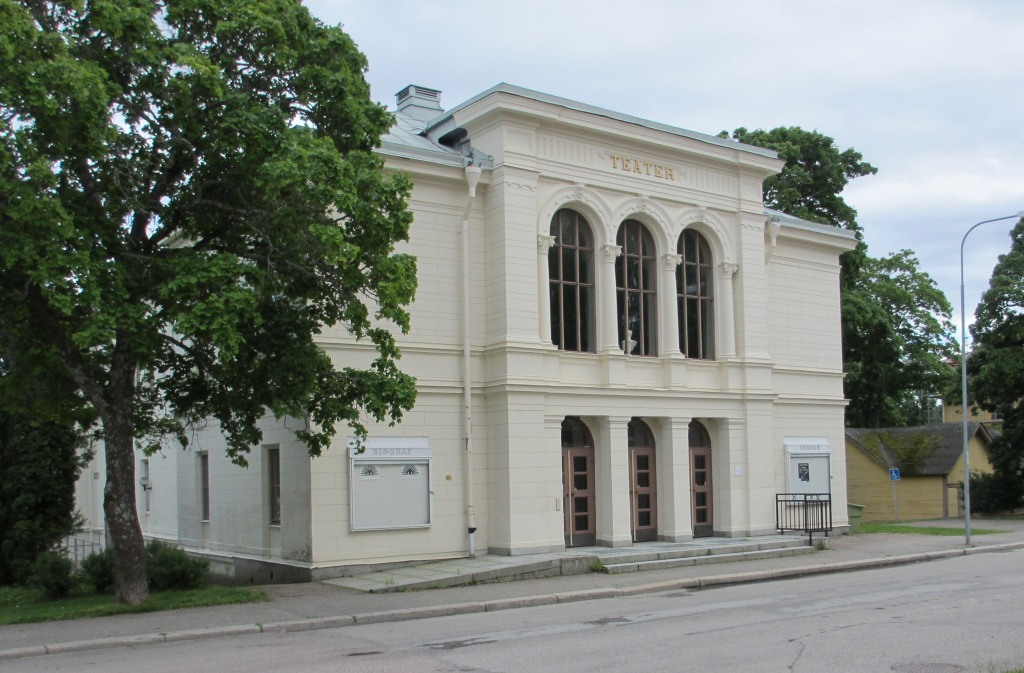
Söderhamns teater
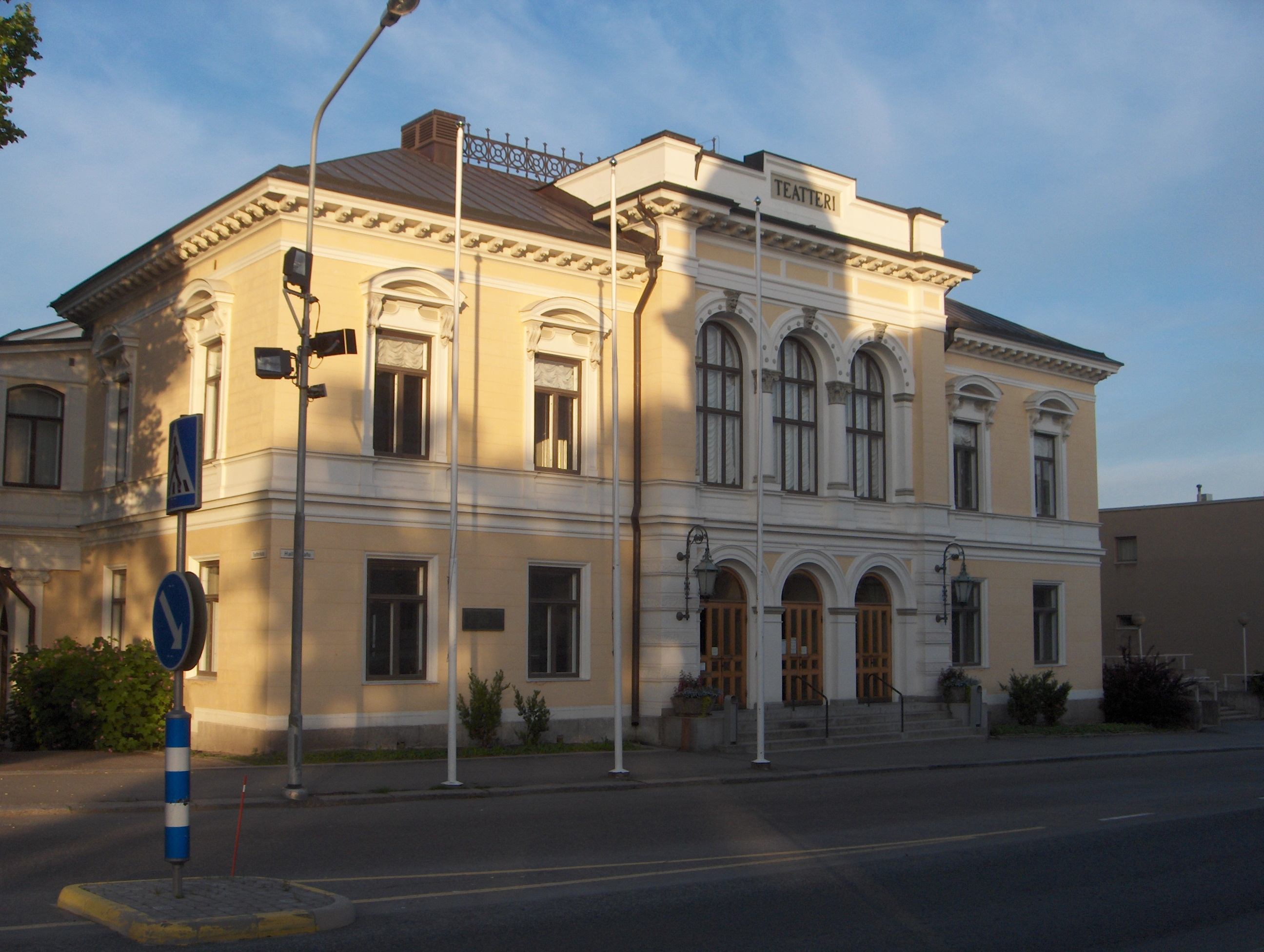
Björneborgs teater
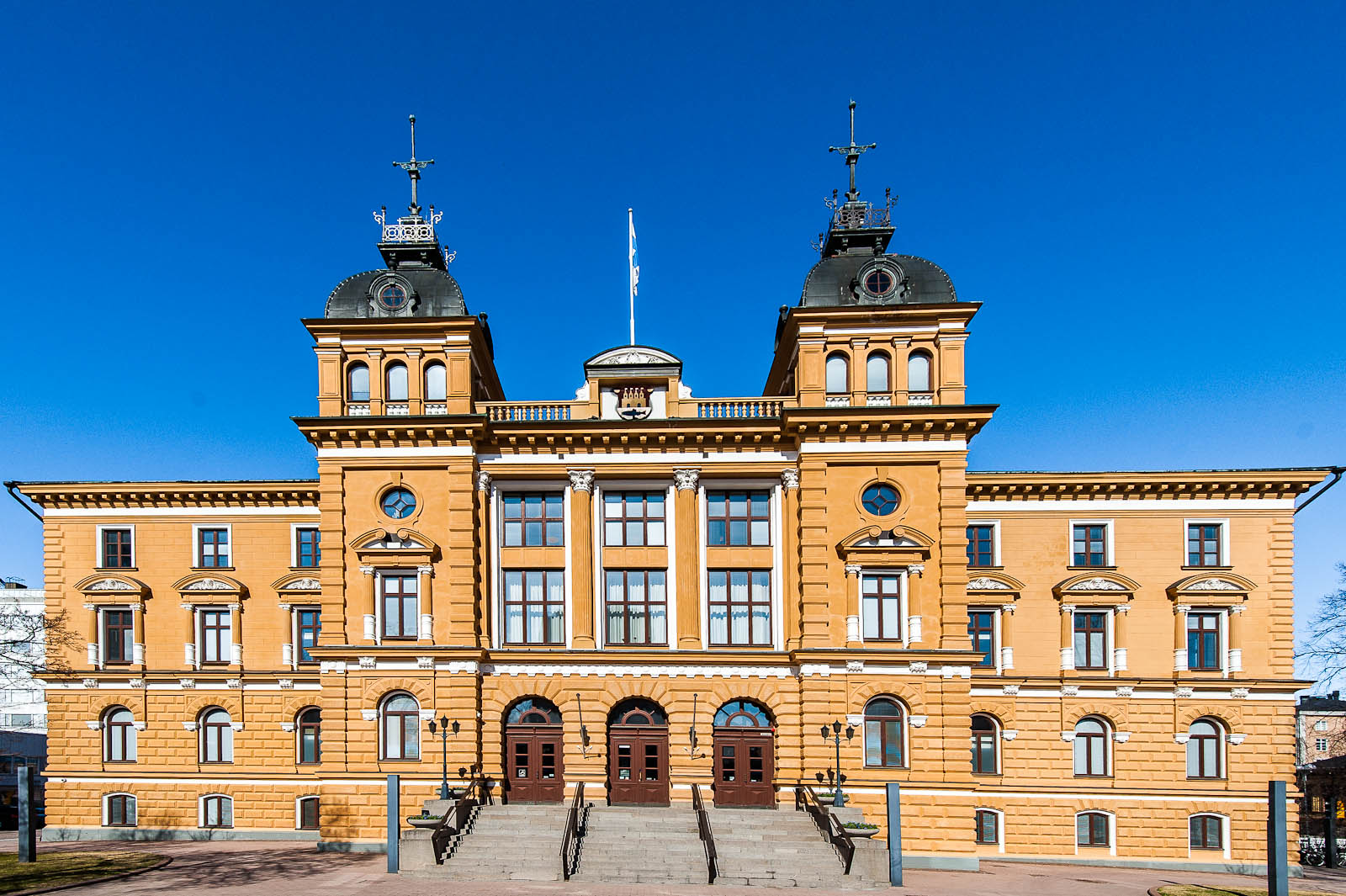
Stadshuset i Uleåborg
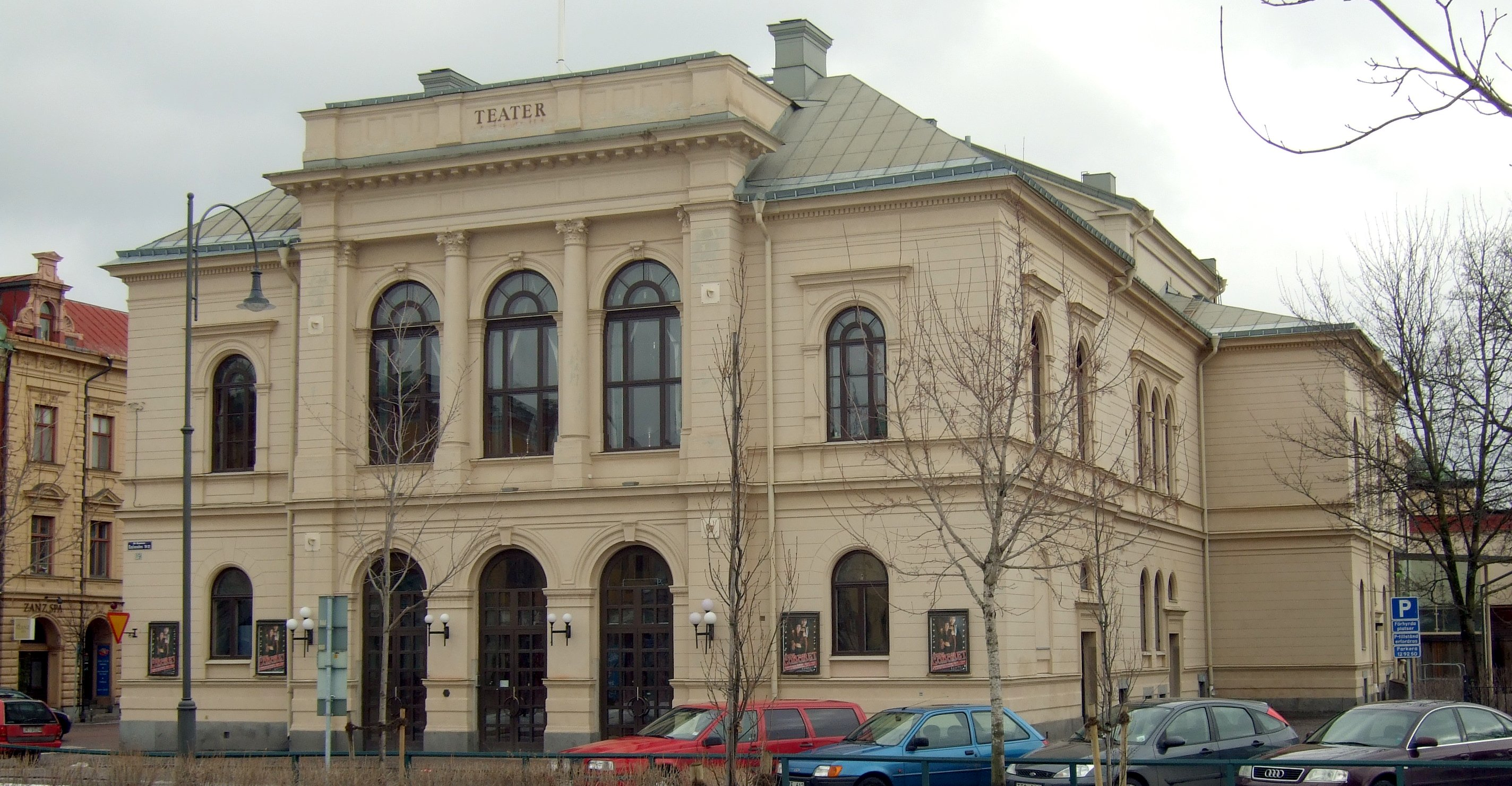
Sundsvalls teater